# Mouvement des Jeunes Socialistes

De Mouvement des Jeunes Socialistes (MJS) (Beweging van Jonge Socialisten) is de jongerenbeweging van de Franstalige Parti Socialiste in België.

## Geschiedenis
De Jong Socialisten (toen nog niet aan elkaar geschreven) ontstonden als onderdeel van de Socialistische Jeugd in 1944 en werden pas in 1955 een onafhankelijke organisatie.
Deze politieke jongerenorganisaties van de toenmalige Belgische Socialistische Partij waren gegroepeerd onder de naam Jongsocialisten, in een federaal verband en met een afzonderlijk Nationaal Bureau. In oktober 2001 werd deze structuur opgeheven. In Vlaanderen werd Animo opgericht, waarvan de naam in 2013 weer Jongsocialisten werd; in Franstalig België bestaat sindsdien de Mouvement des Jeunes Socialistes.

### Voorzitters
| Voorzitter                                    | Periode      |
| --------------------------------------------- | ------------ |
| Jean-Claude Van Cauwenberghe                  | 1965         |
| Mouvement des Jeunes Socialistes (2001-heden) |              |
| Hugues Bayet                                  | 2001-2003    |
| Gilles Doutrelepont                           | 2003-2004    |
| Tome Andrade                                  |              |
| Nicolas Sools                                 | 2008-2011    |
| David Cordonnier                              | 2011-2014    |
| Jonathan Dawance                              | 2014-2015    |
| Maxime Felon                                  | 2015-2017    |
| Maximilien Lerat                              | 2017-2022    |
| Anaïs Geudens                                 | 2022-2024    |
| Delporte Tanguy                               | 2024 - heden |